# Malthopsis
Malthopsis es un género de peces de la familia Ogcocephalidae.

## Descripción
Los peces murciélago del género Malthopsis cuentan con una cabeza aplanada, aunque esta es más alta que el cuerpo, y poseen una cola larga. El disco corporal es muy triangular, con un rostro de base ancha, claramente puntiagudo y largo, que sobresale de la boca. La esca es un bulbo ovalado con dos pequeños cirros en su borde superior. Las escamas se asemejan a escudos o espinas simples. Las escamas en forma de escudo del suboperculo suelen estar bien desarrolladas y presentan algunas espinas agrandadas. Presentan tres parches de dientes cuadrados y rugosos en el vómer y el paladar, y dos parches de dientes muy juntos en la lengua. Estos peces tienen aletas dorsal y anal pequeñas, ubicadas hacia la parte posterior del cuerpo. La base de las aletas pectorales presenta articulaciones en forma de codo y está claramente separada del cuerpo, mientras que las aletas pélvicas no presentan un tamaño reducido. Toda la parte inferior del cuerpo está cubierta de escamas, mientras que la parte inferior de la cola presenta una densa capa de pequeñas espinas, así como dos filas de grandes escamas cónicas. La línea lateral suele ser completa, pero cuando se interrumpe, la parte más cercana a la cola forma un pliegue descendente justo delante del ano. El color del cuerpo varía de marrón amarillento liso a gris o marrón oscuro, y normalmente presenta marcas como ocelos, manchas lisas, parches o líneas reticuladas. Estos peces son pequeños; la especie más grande del género es el pez murciélago triangular gigante (M. gigas), con una longitud estándar máxima publicada de 13,6 cm (5,4 pulgadas), mientras que la más pequeña es el pez murciélago triangular de McCrouther, con una longitud estándar máxima publicada de 4,5 cm (1,8 pulgadas).

## Distribución y hábitat
Los peces murciélago Malthopsis se encuentran en los océanos Índico, Pacífico occidental y Atlántico occidental, pero están ausentes en los océanos Pacífico oriental y Atlántico oriental. Se pueden encontrar desde regiones costeras hasta profundidades de 1000 m (3300 pies).